# Español guatemalteco
El español guatemalteco (es-GT) es la variante del castellano que se utiliza en Guatemala. Fonéticamente es un español de tipo conservador, con pocas elisiones. Se da el yeísmo para la /ll/ e /y/. En Guatemala se acostumbra a usar el voseo, característica principal del país. 
En Guatemala el español es oficial, pero también es utilizado como segunda o tercera lengua por muchos de sus habitantes, ya que su población está compuesta por una gran variedad de grupos étnicos que conforman aproximadamente el 41 % del total de la población. Existen 25 idiomas en el país en total: 22 de ellos son lenguas mayas habladas en las áreas rurales, el xinca (lengua aislada) hablado en el suroriente del país, el garífuna (parte de las lenguas arahuacas) hablado en la costa del Atlántico y el español en su mayoría en las áreas urbanas. En Guatemala, el 70 % habla español como lengua materna, y en total, el 86,40 % como primera o secundaria.

## Características
Una característica del español que se habla en Guatemala, es la inclusión de palabras propias del uso cotidiano, influenciadas principalmente por las 24 lenguas que se hablan en ese país, la mayoría de origen maya. Estas palabras son conocidas como "chapinismos" y son usadas principalmente en las áreas rurales y en la población urbana media y popular .

## Chapinismos
Entre los ejemplos de chapinismos, a continuación se presenta una serie de palabras comunes y su significado neutro.
- Ahuevado: Asustado.
- Arralado: Con miedo.
- ¡Ahí nos vidrios al rábano!: Nos vemos después.
- ¡A su mecha!: Expresión de asombro.
- ¡Asa nigua!: Que alguien está presumiendo.
- Atalaya: Controla o espera.
- Bien: Para afirmar algo que se estaba negando.
- Bish: Orina.
- Bolo: Borracho.
- Camioneta: Autobús.
- ¡Cabal!: ¡Exacto!, ¡Tienes razón!
- Canche: Persona de cabello rubio y generalmente de piel blanca.
- Cachito: Pequeña cantidad.
- Calentar la cabeza: Convencer.
- ¡Calidá!: ¡Genial!, ¡Guau!
- Canillas: Piernas.
- Cantinear: Enamorar.
- Capirucha: [Coloquial] Capital / Ciudad de Guatemala.
- Caquero: Presumido.
- Casaca: Fácil / mentira.
- Casaquear: Pretender o enamorar, conquistar.
- Cerote: Expresión con diversos significados, desde un bodoque de excremento, hasta una persona que es desagradable o un insulto.
- Chafa: De mala calidad.
- Chamba: Oficio / trabajo.
- Chambón: Descuidado.
- Chambonada: Algo mal hecho.
- Chamusca: Partido de fútbol.
- Chance: Trabajo / tiempo.
- Chanchullero: Tramposo.
- Chancletas: Zapatos de hule descubiertos.
- ¡Chanín, chanín!: ¡Rápido!.
- Chaparrones: Lluvia fuerte.
- Chapín: Guatemalteco.
- Chapuz: Un trabajo para arreglar algo en forma temporal, frecuentemente de manera mediocre.
- Chela: Cerveza.
- Chenca: Lo que queda del cigarro que ha sido fumado.
- Chiflido: Silbido fuerte.
- Chilerear: Para presumir.
- Chilero: Bonito, bueno, genial.
- Chingar: Molestar.
- Chiripa: Suerte.
- Chirís: Niño bebé.
- Chirmol: Salsa de tomate machacado.
- ¡Chish!: [Expresión de desagrado].
- ¡Chish pisto!: [Expresión usada cuando se tiene mucho dinero y no importa cuánto se va a gastar].
- Chispudo: Listo.
- Chivas: Cosas.
- Chivear: Avergonzar.
- Choca: 25 centavos de quetzal / 25 quetzales.
- Choco: Que le cuesta ver.
- Cholero: Que hace los mandados.
- Chompipe: Pavo.
- Chonguengue: Fiesta.
- Chonte: Policía.
- Chucho: Perro.
- Chulear: Coquetear con las mujeres.
- Chulo: Bonito.
- Chumpa: Abrigo, chaqueta.
- Chunto: Pavo, chompipe.
- Chupar: Beber licor.
- Clavo: Problema.
- Coche¹: Cerdo (animal).
- Coche²: Persona sucia.
- Codo: Tacaño.
- Colazo: Paseo.
- Colgado: Enamorado.
- Colocho: Persona de cabello rizado.
- Color: Disimular.
- Columpiarse: Abusar.
- Coshco: Golpe en la cabeza.
- Cuaje: Siesta.
- Cuate (a): Amigo (a).
- Cuscún: Es utilizado para hablar de comida.
- Cusha: (bebida preparada a base de maíz) = agua ardiente
- ¡Debajo! [Usado en Jutiapa] ¡No puede ser!
- De mala muerte: Malherido.
- ¡Devuelvan la choca!: Cuando la película en el cine se traba o se va la luz.
- Die' len: Diez centavos de quetzal.
- Ducho: Inteligente
- Empelotarse: Desnudarse.
- Encachimbado: Enojarse.
- Forziboluntariamente: algo que debes de hacer por obligación.
- Fíjese: [Seguro que no hicieron lo que tenía que hacer].
- Fondeado: Dormido.
- Fregadera: Molestadera.
- Goma: Un día después de haber bebido licor en gran cantidad.
- Grueso: Mafioso o persona respetada.
- Guaca: Bonito.
- Guanaco: Shute o metido/Distraído/Salvadoreño.
- Guarura: Policía.
- Guasa: Suerte.
- Güiro¹: niño malcriado.
- Güiro²: Niño o joven.
- Hecho pistola: Rápido.
- ¡Híjole(s)!: ¡Ay, no!
- Hueco: Homosexual.
- Huevear: Robar / hurtar.
- Iguanas: Igual.
- Ischoco: Niño.
- Ishto: Niño malcriado.
- ¡Jalemos!: ¡Vamos! (A alguna parte)
- Jalón: Cuando dos personas van a un destino similar.
- Jeta: Boca.
- Len: Un centavo de quetzal.
- Libar/Ponerse a Moronga/Bolo: Embriagarse.
- Lustre: Quitarle el polvo a los zapatos y que queden brillantes.
- Maje: Amigo.
- Malearse: Enojarse.
- Mamado: Fornido.
- Mara: Grupo de amigos.
- ¡Metele un timbrazo!: Llamar por teléfono.
- ¡Qué maral!: ¡Demasiada gente!
- ¡Me choca...!: ¡Me molesta...!
- Mijo: Hijo.
- Mish: Tímido, gatito.
- Morongazo: Un gran golpe.
- Muchá¹: Abreviatura de muchachos, para llamar la atención.
- Muchá²: Grupo de amigos.
- Mushush: Ombligo
- Nel: No
- ¡Órale! / ¡Órale, pues!: ¡Adiós!
- Pache: Tamal [Solo usado en Quetzaltenango].
- Pachón: Botella reutilizable / Refresquero.
- Paja: Mentira.
- Pajero: Mentiroso.
- Paraguay: Parado.
- Patojo: Niño.
- Pelar cables: Volverse loco.
- Pelar: Hablar mal de un tercero.
- Pijazo / talegazo: Gran golpe.
- Pisar: Tener relaciones sexuales.
- Pisto: Dinero.
- Pishpinudo: Dícese de quien tiene el cabello lacio, pelo parado, o hacia  arriba.
- Planchar: Tener relaciones sexuales.
- Pocillo: Boca.
- Ponele que...: Suponer.
- Poporopos: Palomitas de maíz.
- ¡Púchica!: [Se utiliza en sustitución de una mala palabra, o también para expresar asombro].
- Puchis: expresión de asombro; o negación.
- Pues sí...: Como que no hay más temas de que hablar y para reactivar la plática se utiliza esta expresión.
- ¡Pura lata!: Mala gente.
- ¡Qué de a sombrero!: Que macizo.
- Quemar el rancho: Tener una amante.
- Regáleme...: [Expresión para pedir algo, aunque se está consciente de que hay que pagar].
- Rieles: Zapatos.
- Seño: Señora / Señorita / Profesora.
- Sheca¹: Pan tradicional de Quetzaltenango.
- Sheca²: Cabeza.
- ¡Sho!¹: ¡Cállate!
- ¡Sho!²: Expresión de asombro.
- Shola: Cabeza.
- Sholco: Sin dientes.
- Shuco¹: Hot dog.
- Shuco²: Sucio.
- Shumo: Una persona sin o con pocos modales.
- Shuqueado: (Comida) caducada o descompuesta.
- Shute: Metiche.
- Simón: Sí.
- Talishte: Se refiere a una persona terca.
- Tapis: Borracho.
- Tashtuleada: Manosear, tocar.
- Telele: Enfermedad o muerte.
- Tirito: Oportunidad para probar.
- ¡Todo tortrix!: [Cuando ves que algo está mal hecho, o no luce bien estéticamente].
- Toques: Fiestas.
- Tráida: Novia.
- Trancazos: Golpes.
- Trincar: Besar.
- Trompa: Boca, también se puede aplicar pocillo.
- Tuanis: Calidad.
- Tuctuc: Mototaxi.
- Tuctuquero: Persona que conduce un mototaxi.
- Tusha: Desearle mala suerte a algo o a alguien.
- ¡Ulugrún!: Expresión de asombro
- V'onós: Vámonos.
- ¡Vaá!: Está bien, verdad.
- Vavavava: Esta bien, pero repetido varias veces.
- ¿Va' que sí?: ¿Verdad que sí?
- Vaisas: Piernas.
- Vara: Quetzal (dinero).
- Vayunco: Payaso.
- Verguiar:Golpear a alguien.
- Virgo: Excelente.
- Wisa: Novia.
- Xela: Quetzaltenango [referido mayormente a la cabecera].
- Xeleño: Persona que vive en Quetzaltenango.
- Yuca: Difícil.

En estas palabras se evidencia la clara influencia del xinca y de otras lenguas mayas, con palabras que se fueron transformando y adaptando al habla cotidiana en todas las regiones del país. Muchas palabras conservan el sonido del fonema /ʃ/ con la grafía «x» de sus idiomas originales; sin embargo, casi siempre al inicio de palabra y dependiendo del uso y el grupo social que emplea el término, se pueden escribir también con el dígrafo «ch» o incluso con el dígrafo «sh» por influencia del inglés. También existen palabras que provienen de las sílabas «h’ui» o «h’ue» que se han transformado en “güi” y “güe”.

## Fonética y fonología
- Seseo, no hay distinción entre /θ/ y /s/, como en toda América Latina.
- /x/ se realiza como glótica [h].[5][6]
- La /s/ final de sílaba se aspira muy ocasionalmente y solo cuando está antes de ciertas consonantes (l, r) o una pausa. Se debilita con menos frecuencia que en cualquier otro dialecto centroamericano.[7]
- La /n/ final de palabra se pronuncia velar [ŋ].[5][6]
- El dialecto guatemalteco adoptó la africada alveolar sorda [t͡s] y el grupo [t͡l] (originalmente /tɬ/ ) representado por los respectivos dígrafos ⟨tz⟩ y ⟨tl⟩ en préstamos de origen náhuatl, como quetzal y tlapalería [t͡ɬapaleˈɾia] ('ferretería'). Incluso las palabras de origen griego y latino con ⟨tl⟩, como Atlántico y atleta, se pronuncian con /tl/: [aˈtlãntiko], [aˈtleta] (comparar [aðˈlãntiko], [aðˈleta] en España y otros dialectos de Hispanoamérica).[8]
- Principalmente en áreas rurales, la consonante vibrante alveolar /r/ a menudo se puede asimilar a una fricativa [r̝ o raramente ʐ], como el sonido de la letra ⟨ř⟩ del checo. La /ɾ/ final de sílaba también se puede asimilar, a menudo suena como [s] o [z], aunque igualmente eso es menos común entre los hablantes más jóvenes y urbanos.
- En el centro de Guatemala, /tɾ/ a menudo se pronuncia como una africada, casi como el inglés [tɹ̝̊]. Esto es más común después de consonantes, como entre 'entre'. No es tan frecuente en Guatemala como en Costa Rica o los Andes y es menos común entre hablantes más jóvenes y urbanos.[7]
- Muchas palabras que tienen la letra ⟨x⟩ se pronuncian como [ʃ], como: Xela [ˈʃela], xuco [ˈʃuko], xolco [ˈʃolko], Xetulul [ʃetuˈlul].

## Voseo
En Guatemala, en donde se da el fenómeno del voseo regional desprestigiado, aunque regularmente en medios de comunicación y medios oficiales se prefiera el uso del tú por influencia mexicana, generalmente la mayoría de las personas se tratan unos a otros con el pronombre personal vos en vez del clásico tú, dejando este último para el trato entre hombres y mujeres que recién se conocen o en algunas familias, el uso del tú entre hombres incluso es muy mal visto, pudiendo llegar a ser motivo de malentendidos o pleitos, uso del vos es general entre amigos, personas conocidas, de confianza, entre familia, y recientemente en publicidad y campañas.